# La Fugue de Lily
Pour plus de détails, voir Fiche technique et Distribution.
La Fugue de Lily est un film muet français réalisé par Louis Feuillade, sorti en 1917.

## Fiche technique
- Titre : La Fugue de Lily
- Réalisation : Louis Feuillade
- Scénario : Louis Feuillade
- Photographie : Léon Klausse
- Société de production :  Société des Etablissements L. Gaumont
- Pays de production :  France
- Langue : film muet avec les intertitres en français
- Format : Noir et blanc — 35 mm — 1,33:1 — Muet
- Métrage : 1 125 m
- Genre : Comédie dramatique
- Durée : 37 minutes et 30 secondes
- Date de sortie : 
  - France : 21 décembre 1917

## Distribution
- Yvette Andréyor
- René Cresté
- Yvonne Dario
- Armand Dutertre
- Charles Lamy
- Louis Leubas
- Marcel Lévesque
- Olinda Mano
- Édouard Mathé
- Gaston Michel
- Delphine Renot